# Gorybia palpalis
Gorybia palpalis är en skalbaggsart som beskrevs av Martins 1976. Gorybia palpalis ingår i släktet Gorybia och familjen långhorningar. Inga underarter finns listade i Catalogue of Life.